# The Lost Songs
The Lost Songs  es el sexto álbum de estudio del grupo británico McFly, y el primero desde el lanzamiento de Above the Noise en 2010.

## Antecedentes
Después de una pausa de 9 años, la banda decidió lanzar las versiones de estudio de aquellas canciones que se suponían formaban parte de su sexto álbum de estudio inédito, destinado a ser lanzado en 2013. McFly grabó un álbum completo en 2011, antes de centrarse completamente en su nuevos grupo McBusted.
La revelación del álbum se acompañó por el anuncio de un concierto de la banda en el O2 Arena de Londres el 20 de noviembre de 2019, donde marcaron el final de una pausa de tres años. El lanzamiento de las canciones fue acompañado por una serie de YouTube del mismo nombre, en la que la banda publicó una canción por episodio.

## Lista de canciones
| N.º   | Título                                        | Escritor(es)                                       | Duración |  |
| 1.    | «Red»                                         | Tom Fletcher, Danny Jones, Dougie Poynter          | 3:24     |  |
| 2.    | «Touch the Rain»                              | Fletcher, Jones, Poynter                           | 4:28     |  |
| 3.    | «We Were Only Kids»                           | Fletcher, Jones, Poynter                           | 4:49     |  |
| 4.    | «Hyperion»                                    | Fletcher, Jones, Poynter                           | 6:09     |  |
| 5.    | «Dare You to Move»                            | Fletcher, Jones, Poynter, Anthony Kluge            | 4:26     |  |
| 6.    | «Break Me»                                    | Fletcher, Jones, Poynter                           | 4:34     |  |
| 7.    | «Something About You»                         | Fletcher, Poynter, James Bourne                    | 2:47     |  |
| 8.    | «Corner of My Mind»                           | Fletcher, Bourne                                   | 3:49     |  |
| 9.    | «Those Were the Days» (feat. Ximena Sariñana) | Fletcher, Jones, Poynter, John King, Lindy Robbins | 3:37     |  |
| 10.   | «Josephine»                                   | Fletcher, Jones, Harry Judd                        | 4:06     |  |
| 11.   | «Lucky Ones»                                  | Fletcher, Jones, Poynter, Bourne                   | 3:42     |  |
| 12.   | «Man On Fire»                                 | Fletcher, Bourne                                   | 3:5      |  |
| 13.   | «Pretty Girls»                                | Fletcher, Bourne                                   | 3:38     |  |
| 60:25 |                                               |                                                    |          |  |